# Rubén Darío Lizarralde
Rubén Darío Lizarralde Montoya (nacido en Buga, Valle del Cauca, 1954) es un abogado y economista colombiano que fue nombrado por el gobierno de Juan Manuel Santos como ministro de Agricultura, cargo que desempeñó entre 2013 y 2014.

## Biografía
Lizarralde Montoya es graduado de la Facultad de Derecho y Ciencias Socioeconómicas de la Pontificia Universidad Javeriana, especialista en Derecho Laboral de la misma universidad y máster en Gerencia de la Universidad de Miami. También cursó el programa de Alta Dirección Empresarial de la Escuela de Negocios (INALDE) de la Universidad de La Sabana.
En 1977 ingresó como gerente y director administrativo nacional de la Corporación de Ahorro y Vivienda "Colmena". En 1981 pasó a ser el vicepresidente Administrativo de la Federación de Aseguradores Colombianos, FASECOLDA. Fue viceministro de Desarrollo Económico; vicepresidente administrativo de la Compañía Colombiana Automotriz; asistente por Colombia y Perú en el Banco Interamericano de Desarrollo y en la Corporación Financiera Interamericana en Washington.
Para 1981 fue nombrado como viceministro de Desarrollo Económico del gobierno de Julio César Turbay. En 1988, tras la elección de Andrés Pastrana como Alcalde Mayor de Bogotá, fue nombrado tesorero general y posteriormente fue secretario de Hacienda. Fue asistente por Colombia y Perú en el Banco Interamericano de Desarrollo, BID.
Antes de ser designado como ministro de Agricultura se venía desempeñando como gerente general de INDUPALMA S.A., cargo que ostentó desde 1994; y en 2013, Andrés Monsalve Cadavid tomó el puesto.